# Serge Hutin
Serge Hutin (Parijs, 2 april 1929 - Prades, 1 november 1997)was een Franse auteur van werken over gnosticisme, esoterie, alchemie, vrijmetselarij en geheime genootschappen.

## Biografie
Hij behaalde zijn diploma van doctor in de Letteren aan de École pratique des hautes études in Parijs. Hij was een leerling van Alexandre Koyré. Hij behaalde zijn titel met een proefschrift gewijd aan Henry More. Hij had tevens een master in de godsdienstwetenschappen.
Hij was tot 1975 onderzoekmedewerker bij het CNRS, het Franse nationaal centrum voor wetenschappelijk onderzoek, maar ging zich daarna volledig richtten op de popularisering van het esoterisme. 

### Auteur
Hij schreef verschillende boeken over occultisme, esoterie, vrijmetselarij, gnostisme, alchemie en geheime genootschappen, waarvan sommige later opnieuw werden uitgegeven in de populaire reeks Que sais-je?" Sommige boeken werden vertaald.
Hij publiceerde meer dan 500 artikelen in bijna 100 literaire en verklarende tijdschriften en Science Fiction tijdschriften.
In 1994 was hij auteur van een boek over Robert Fludd, een alchemist en rozenkruisersfilosoof.
Hutin schreef over de Kabbala en beweerde dat Isaac Newton een Christelijke Kabbalist was.
Hutin is ook bekend bij ufologen en geïnteresseerden in UFO's voor zijn boek "Hommes et civilisations fantastiques" uit 1975 over buitenaardse bezoeken in het verleden, waarin hij stelde dat oude samenlevingen gegroeid waren uit koloniale nederzettingen van buitenaardse beschaving, een stelling die in die periode ook werd verdedigd door auteurs als Jacques Bergier en Jean Sendy.
Hutin schreef ook over Atlantis, met veel aandacht voor Plato, die het mythisch eilandenrijk vermeldde in zij dialogen Timaeus en Critias.
In België is hij bekend voor zijn monografie  "Ars magna. Marc. Eemans, peintre et poète gnostique" die hij in 1959 samen met  Friedrich-Markus Huebner bij de uitgeverij "Le Soleil dans la Tête" publiceerde.

### Fantasmagie
In 1958 nam hij samen met Aubin Pasque het initiatief voor de oprichting van een succesvolle internationale artistieke beweging met de naam Fantasmagie.  Fantasmagie was een samensmelting van twee concepten, het fantastische, de wereld van de droom en verbeelding enerzijds en de magie, de diepere innerlijke krachten van de geest, los van de tirannie van de realiteit en de logica anderzijds. Het initiatief bestond uit de oprichting van een internationaal studiecentrum van Fantasie en Magische Kunst (CIAFMA), de uitgave van een tijdschrift met de naam "Fantasmagie" (52 uitgaven tussen 1959-1979), waarvan hij redacteur was, en de promotie van de fantasmagie door onder andere colloquia en tentoonstellingen. 

### Lidmaatschap en connecties
Serge Hutin was lid van de Rozenkruisers Orde A.M.O.R.C. en lid van de Hoge Raad van het Martinisme. Hij behoorde tevens tot de loge van vrijmetselaars, waaronder die van een loge in Prades. 
Hij had connecties met veel auteurs en personen uit de wereld van de esoterie, zoals Robert Amadou, Jacques Bergier, Jean-Pierre Bayard, Jean Phaure, Roland Villeneuve, Valentin Bresle, Philippe Encausse, de zoon van Papus, Pierre Versins, Philippe Curval, Claude Seignolle, Pierre Mariel, René Alleau, Robert Ambelain, Roger Facon en Philippe Pissier.

### Overlijden
Hij overleed op 1 november 1997 in Prades. De vrijmetselaarsloge van Prades was belast met zijn begrafenis.
Een urn met de naam van Serge Hutin en het symbool van de Rozenkruisers bevindt zich op de begraafplaats van Prades.  

## Kritiek
Didier Kahn, gespecialiseerd in alchemie en onderzoeker bij het CNRS schreef over hem: “We zouden er zelfs aan kunnen toevoegen dat de alchemie, zowel nu als in het verleden, over een verschrikkelijke kracht beschikt: ervoor zorgen dat de knapste geesten hun hoofd verliezen ... laten we het betreurenswaardige verhaal van Serge Hutin aanhalen, de knappe auteur van "Disciples anglais de Jacob Boehme" (1960), die in het occultisme verviel toen hij zich tot de alchemie wendde.” 

## Belangrijkste publicaties
- L'alchimie. PUF. coll. Que sais-je?, 1951 (12e ed., 2011).
- Les sociétés secrètes. Que sais-je?, 1952 (13e ed., 2007).
- Histoire des rose-croix. Gérard Nizet, 1955. (Le Courrier du Livre, 1962, 1971).
- Les alchimistes. Le Seuil, 1959 (in samenwerking met  Michel Caron) (3e ed. 1999).
- Les gnostiques, 1958 (Italiaanse vertaling in Edizioni Mediterranee, Rome, 2007).
- La philosophie anglaise et américaine, Que sais-je?, 1958.
- Histoire mondiale des sociétés secrètes, Les Productions de Paris, 1959 (genummerd: 3000 ex. en  500 ex. met lederen kaft).
- Les disciples anglais de Jacob Boehme, Denoël, coll. La Tour Saint-Jacques, 1960.
- Les Francs-Maçons, Le Seuil, coll. Le Temps qui court, 1960 (3e druk 1971).
- Henry More  essai sur les doctrines théosophiques chez les platoniciens de Cambridge, Hildesheim, Verlag Georg Olms, 1966.
- Les prophéties de Nostradamus, Belfond, 1966 (uiteenzetting en commentaar) (heruitgave: coll. Sciences secrètes, geïllustreerde editie, 1972).
- Article Esotérisme et 2de artikel Franc-Maçonnerie, Encyclopædia Universalis, 1968.
- Histoire de l'astrologie, Marabout, 1970.
- Hommes et civilisations fantastiques, coll. J'ai lu, L'Aventure mystérieuse, n°A238, 1970.
- Histoire de l'alchimie, Marabout, 1971.
- Gouvernants invisibles et sociétés secrètes, coll. J'ai lu, L'Aventure mystérieuse, n°A269, 1971.
- L'amour magique : Révélations sur le tantrisme, Albin Michel, 1971.
- Robert Fludd, alchimiste et philosophe rosicrucien, Omnium Littéraire, 1972 (heruitgave: Savoir pour Être, 1994).
- Aleister Crowley, le plus grand des mages modernes, Marabout, 1973 (heruitgave: Ed. Arqa, 2005).
- Les Noces Chymiques de Christian Rosencreutz de Jean Valentin Andreae (vertaling en toelichting), Éditions du Prisme, 1973.
- Des mondes souterrains au roi du monde, Albin Michel, 1976.
- La Vie quotidienne des alchimistes au Moyen Âge, Hachette, 1977.
- La tradition alchimique : pierre philosophale et élixir de longue vie, Dangles, 1979.
- L'ésotérisme de l'histoire: de l'Atlantide aux États-Unis, de Cagliostro à Mary Poppins, Diffusion rosicrucienne, 1998 (bundeling van artikels)
- Le spiritisme et la société théosophique gevolgd door La franc-maçonnerie, in Henri-Charles Puech, (dir.) Histoire des religions. Tome 2. Gallimard, Pléiade, pp. 1363-1409